# Liste der Landwirtschaftsminister von Hessen
Dieser Artikel enthält eine Liste der Landwirtschaftsminister von Hessen.

## Landwirtschaftsminister Hessen (seit 1945)
| Name                                                                            | Amtsantritt                                     | Kabinett                                  | Partei                                    |
| Minister für Ernährung und Landwirtschaft                                       | Minister für Ernährung und Landwirtschaft       | Minister für Ernährung und Landwirtschaft | Minister für Ernährung und Landwirtschaft |
| ------------------------------------------------------------------------------- | ----------------------------------------------- | ----------------------------------------- | ----------------------------------------- |
| Georg Häring                                                                    | 1. November 1945                                | Geiler                                    | SPD                                       |
| Minister für Landwirtschaft, Ernährung und Forstwirtschaft                      |                                                 |                                           |                                           |
| Karl Lorberg                                                                    | 7. Januar 1947                                  | Stock                                     | CDU                                       |
| Minister für Arbeit, Landwirtschaft und Wirtschaft                              |                                                 |                                           |                                           |
| Albert Wagner                                                                   | 9. November 1949                                | Stock                                     | SPD                                       |
| Heinrich Fischer                                                                | 10. Januar 1951                                 | Zinn I                                    | SPD                                       |
| Minister für Landwirtschaft und Forsten                                         |                                                 |                                           |                                           |
| Ludwig Bodenbender                                                              | 14. Januar 1953                                 | Zinn I                                    | SPD                                       |
| Gustav Hacker                                                                   | 19. Januar 1955 29. Januar 1959 31. Januar 1963 | Zinn II Zinn III Zinn IV                  | GB/BHE                                    |
| Tassilo Tröscher                                                                | 18. Januar 1967 23. Oktober 1969                | Zinn V Osswald I                          | SPD                                       |
| Minister für Landwirtschaft und Umwelt                                          |                                                 |                                           |                                           |
| Werner Best                                                                     | 17. Dezember 1970                               | Osswald II                                | SPD                                       |
| Hans Krollmann                                                                  | 17. Oktober 1973                                | Osswald II                                | SPD                                       |
| Willi Görlach                                                                   | 18. Dezember 1974 20. Oktober 1976              | Osswald III Börner I                      | SPD                                       |
| Minister für Landesentwicklung, Umwelt, Landwirtschaft und Forsten              |                                                 |                                           |                                           |
| Willi Görlach                                                                   | 14. Dezember 1978                               | Börner II                                 | SPD                                       |
| Karl Schneider                                                                  | 13. Mai 1980                                    | Börner II                                 | SPD                                       |
| Minister für Landwirtschaft, Forsten und Naturschutz                            |                                                 |                                           |                                           |
| Willi Görlach                                                                   | 4. Juli 1984                                    | Börner III                                | SPD                                       |
| Minister für Landwirtschaft und Forsten                                         |                                                 |                                           |                                           |
| Willi Görlach                                                                   | 12. Dezember 1985                               | Börner III                                | SPD                                       |
| Minister für Landwirtschaft, Forsten und Naturschutz                            |                                                 |                                           |                                           |
| Irmgard Reichhardt                                                              | 24. April 1987                                  | Wallmann                                  | CDU                                       |
| Minister für Landesentwicklung, Wohnen, Landwirtschaft, Forsten und Naturschutz |                                                 |                                           |                                           |
| Jörg Jordan                                                                     | 5. April 1991                                   | Eichel I                                  | SPD                                       |
| Minister des Innern und für Landwirtschaft, Forsten und Naturschutz             |                                                 |                                           |                                           |
| Gerhard Bökel                                                                   | 5. April 1995                                   | Eichel II                                 | SPD                                       |
| Minister für Umwelt, Landwirtschaft und Forsten                                 |                                                 |                                           |                                           |
| Wilhelm Dietzel                                                                 | 7. April 1999                                   | Koch I                                    | CDU                                       |
| Minister für Umwelt, ländlicher Raum und Forsten                                |                                                 |                                           |                                           |
| Wilhelm Dietzel                                                                 | 5. April 2003                                   | Koch II                                   | CDU                                       |
| Minister für Umwelt, Energie, Landwirtschaft und Verbraucherschutz              |                                                 |                                           |                                           |
| Silke Lautenschläger                                                            | 5. Februar 2009                                 | Koch III                                  | CDU                                       |
| Lucia Puttrich                                                                  | 31. August 2010                                 | Bouffier I                                | CDU                                       |
| Minister für Umwelt, Klimaschutz, Landwirtschaft und Verbraucherschutz          |                                                 |                                           |                                           |
| Priska Hinz                                                                     | 18. Januar 2014 18. Januar 2019 31. Mai 2022    | Bouffier II Bouffier III Rhein I          | Grüne                                     |
| Minister für Landwirtschaft und Umwelt, Weinbau, Forsten, Jagd und Heimat       |                                                 |                                           |                                           |
| Ingmar Jung                                                                     | 18. Januar 2024                                 | Rhein II                                  | CDU                                       |